# Богодарівка (заказник)
Богода́рівка — ботанічний заказник місцевого значення в Україні. Розташований на території Єланецького району Миколаївської області, у межах Маложенівської сільської ради.
Площа — 50 га. Статус надано згідно з рішенням Миколаївської обласної ради від № 24 від 02.02.1995 року задля збереження ділянок зростання рослин, що зникають.
Заказник розташований на схилах долини річки Гнилий Єланець, на південь від села Богодарівка.
На території заповідного об'єкта зростають такі рідкісні види рослин: петрофітно-степові угруповання за участю ковил Лессінга, волосистої, української, шорсткої та Граффа, сону чорніючого, півників понтичних, шоломниці весняної, тюльпана Шренка, рястки Буше, рябчика руського.